# Karl Felix Walder
Karl Felix Walder (1821 - 1898) was een Zwitsers politicus.
Walder was lid van de Democratische Partij van het kanton Zürich en was lid van de Regeringsraad van het kanton Zürich. In 1878 was hij voorzitter van de Regeringsraad (dat wil zeggen regeringsleider) van het kanton Zürich.
- Base de données des élites suisses: 88668
- Gemeinsame Normdatei: 1051886538
- Historisch woordenboek van Zwitserland: 005756
- Virtual International Authority File: 308738641
- WorldCat: E39PBJtMkcFGpkvVmWhktbpHG3